# União Vegetariana Internacional
A União Vegetariana Internacional (International Vegetarian Union, IVU, na sigla em inglês) é uma organização sem fins lucrativos cuja proposta é promover o vegetarianismo e servir como organização guarda-chuva das associações e sociedades vegetarianas ao redor do mundo.
Foi fundada em 1908 em Dresden, na Alemanha. É comandada pelo seu Conselho Internacional, cujos membros são voluntários eleitos no Congresso Vegetariano Internacional.

## Membros notáveis
- Alex Hershaft